# Click Your Heart
《點選你的心》（韓語：클릭 유어 하트）為韓國FNC Entertainment自2016年3月17日起播出的網路劇，由珉娥、路雲、朱豪、達淵、澯熙主演。Neoz School是FNC Entertainment於2015年12月推出的計劃，可以預先看到預備明星的Pre-Debut Team，讓粉絲們能夠共同參與他們的出道歷程。預備練習生統稱為NEOZ。

## 劇情
以高中為背景的無法預測的青春羅曼史。珉娥雖然是出了名的倒楣鬼，但其實是個可愛的女高中生。從轉學來的第一天開始，就引發了波瀾萬丈的事故，受到了劇中作為NEOZ高中4人4色的魅力男登場的路雲、達淵、澯熙、朱豪的注意。

## 演員陣容

### 主要角色
| 演員 | 角色   | 介紹 | 登場集數 |
| 珉娥 | 權珉娥 | 倒楣的女高中生，和她要好或是有接觸的人似乎都會遭遇不幸。轉學到NEOZ高中後遇見路雲、達淵、朱豪、澯熙這四個全然不同的大男孩，究竟會擦出什麼樣的火花呢？ | 1-7      |
| 路雲 | 金路雲 | NEOZ高中的明星棒球投手，夢想進入MLB。接受珉娥採訪時意外被球砸傷，在接受珉娥照顧的期間慢慢對她產生了感情。                                            | 1-4      |
| 達淵 | 李達淵 | 珉娥的青梅竹馬，一直喜歡著珉娥。看見珉娥和路雲越走越近，心裡很不是滋味，但他相信珉娥不會背叛他們之間的約定。                                         | 1-5、7   |
| 朱豪 | 白朱豪 | NEOZ高中的老大，珉娥的初戀。在珉娥轉進NEOZ高中前和她交往過。某天在去見珉娥的路上出了車禍，珉娥很自責，便決定不再見朱豪。                             | 1、5-7   |
| 澯熙 | 姜澯熙 | 熱愛跳舞的活潑大男孩，答應珉娥要做她的守護天使，不讓她受傷。                                                                                         | 1、5-7   |

### NEOZ高中
| 演員   | 角色   | 介紹                                 | 登場集數  |
| 李哲民 |        | 球隊相關人物。                       | 1、4      |
| 朴真珠 |        | NEOZ高中的老師。                     | 1、4      |
| 趙在允 |        | NEOZ高中的歷史老師。                 | 1、3-5    |
| 李度妍 |        | NEOZ高中的二年三班導師。             | 1、3、4   |
| 輝映   | 金輝映 | NEOZ高中廣播社社員。                 | 1、3-4、7 |
| 在允   | 李在允 | NEOZ高中廣播社社員。                 | 1、4、7   |
| 仁誠   | 金仁誠 | NEOZ高中的老大，和朱豪常常混在一起。 | 1、5-6    |
| 太陽   | 柳太陽 | NEOZ高中舞蹈社社員。                 | 5、7      |
| 永彬   | 金永彬 | NEOZ高中舞蹈社社員。                 | 5、7      |

### 特別出演
| 演員   | 角色     | 介紹                 | 登場集數 |
| 李正信 | 班導師   | 珉娥以前的班導師。   | 1        |
| 雪炫   | 金雪炫   | 路雲的表姊。         | 1、2     |
| 智珉   | 申智珉   | 珉娥以前的鄰桌同學。 | 1        |
| 酉奈   | 徐酉奈   | 路雲的粉絲。         | 1        |
| 惠晶   | 申惠晶   | 路雲的粉絲。         | 1        |
| 澯美   | 金澯美   | 路雲的粉絲。         | 1        |
| 李國主 | 護士阿姨 | NEOZ高中的護士阿姨。 | 5        |

## 音樂
| 發佈日期      | 歌手                         | 歌曲名稱                                        |
| 2016年3月18日 | 仁誠、在允、達淵、路雲、太陽 | 和你一起（너와 함께라면）（页面存档备份，存于） |